# R. RFC Montegnée
Royal Racing Football Club Montegnée byl belgický fotbalový klub sídlící v komuně Montegnée ve městě Saint-Nicolas. V roce 1915 byly ve městě založeny kluby Gooslin Football Club, Montegnée Football Club a Espérance Football Club Montegnée, všechny se sloučily v roce 1918 do jedno celku pod názvem Racing Football Club Montegnée. V sezóně 1930/31 si klub poprvé a naposled zahrál v nejvyšší soutěží, z třináctého místa z ní sestoupil zpět do nižšího ligového patra. V roce 1954 se klub přejmenoval na Royal Racing Football Club Montegnée. Klub se musel v roce 2014 kvůli dluhům sloučit s klubem R. Ans FC, díky sloučení byl založen nový klub Racing Ans-Montegnée FC.

## Umístění v jednotlivých sezonách
| Sezóny  | Liga               | Úroveň | Z  | V | R  | P  | VG | OG | +/- | B  | Pozice |
| ------- | ------------------ | ------ | -- | - | -- | -- | -- | -- | --- | -- | ------ |
| 2004/05 | Promotion – sk. D  | 4      | –  | – | –  | –  | –  | –  | –   | –  | 2.     |
| 2005/06 | Division 3 – sk. B | 3      | 30 | 6 | 10 | 14 | 42 | 52 | -10 | 28 | 16.    |
| 2006/07 | Promotion – sk. D  | 4      | 30 | 4 | 6  | 20 | 39 | 81 | -42 | 18 | 16.    |
| ...     |                    |        |    |   |    |    |    |    |     |    |        |
| 2010/11 | Promotion – sk. D  | 4      | 30 | 7 | 7  | 16 | 32 | 56 | -24 | 28 | 15.    |